# Miramella carinthiaca
Miramella carinthiaca är en insektsart som först beskrevs av Jan Obenberger 1926.  Miramella carinthiaca ingår i släktet Miramella och familjen gräshoppor. Inga underarter finns listade i Catalogue of Life.